# Nêga (canção de Pabllo Vittar)
"Nêga" é uma canção do cantor e drag queen brasileiro Pabllo Vittar, lançada como carro-chefe de seu álbum de estreia Vai Passar Mal (2017) em 4 de novembro de 2016. A canção foi escrita por Vittar, Maffalda e Rodrigo Gorky, e traz uma mistura de sonoridades como pop e trap.

## Vídeo musical
O vídeo musical de "Nêga" foi lançado no dia 19 de novembro de 2016, sendo produzido pela produtora Âncora Filmes e dirigido por Vittar, Sandrow Almeidan e Leocádio Rezende. O vídeo musical foi filmado em uma mansão na cidade de Uberlândia, Minas Gerais e apresenta um cenário fictício onde Vittar aparece deitado em uma grande cama, rodeado de pessoas pelo chão. O conceito do vídeo foi parecer que Vittar estava saindo de uma "grande festa".

## Lista de faixas
- Download digital e streaming

1. "Nêga" – 2:54

## Vendas e certificações
| Região                                                                                             | Certificação | Vendas  |
| -------------------------------------------------------------------------------------------------- | ------------ | ------- |
| Brasil (Pro-Música Brasil)                                                                         | Ouro         | 40,000* |
| *números de vendas baseados somente na certificação ^distribuições baseadas apenas na certificação |              |         |